# Delouze-Rosières
 Delouze-Rosières  là một xã thuộc tỉnh Meuse trong vùng Grand Est, Đông Bắc nước Pháp. Xã này nằm ở khu vực có độ cao trung bình 280 mét trên mực nước biển.

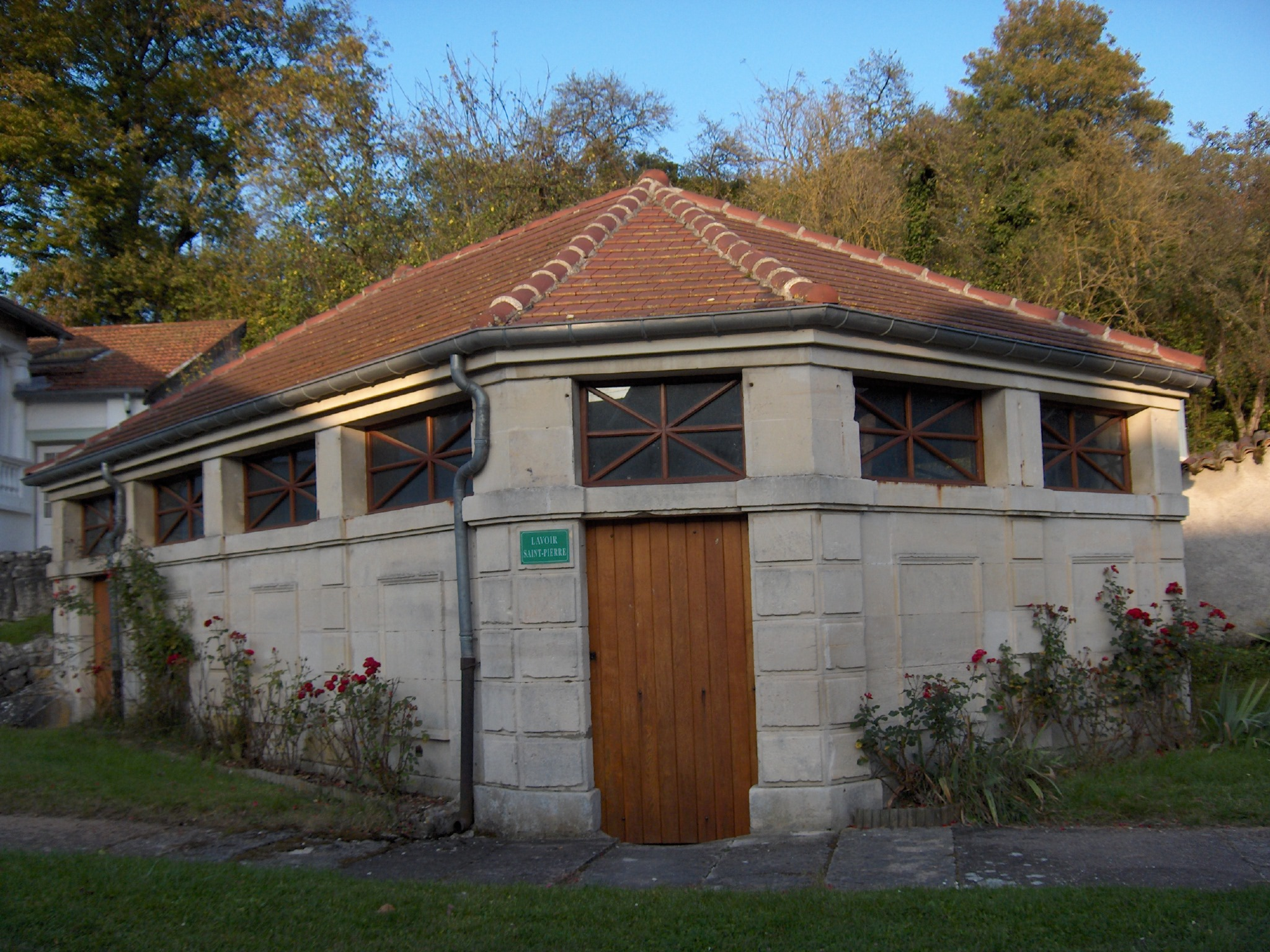
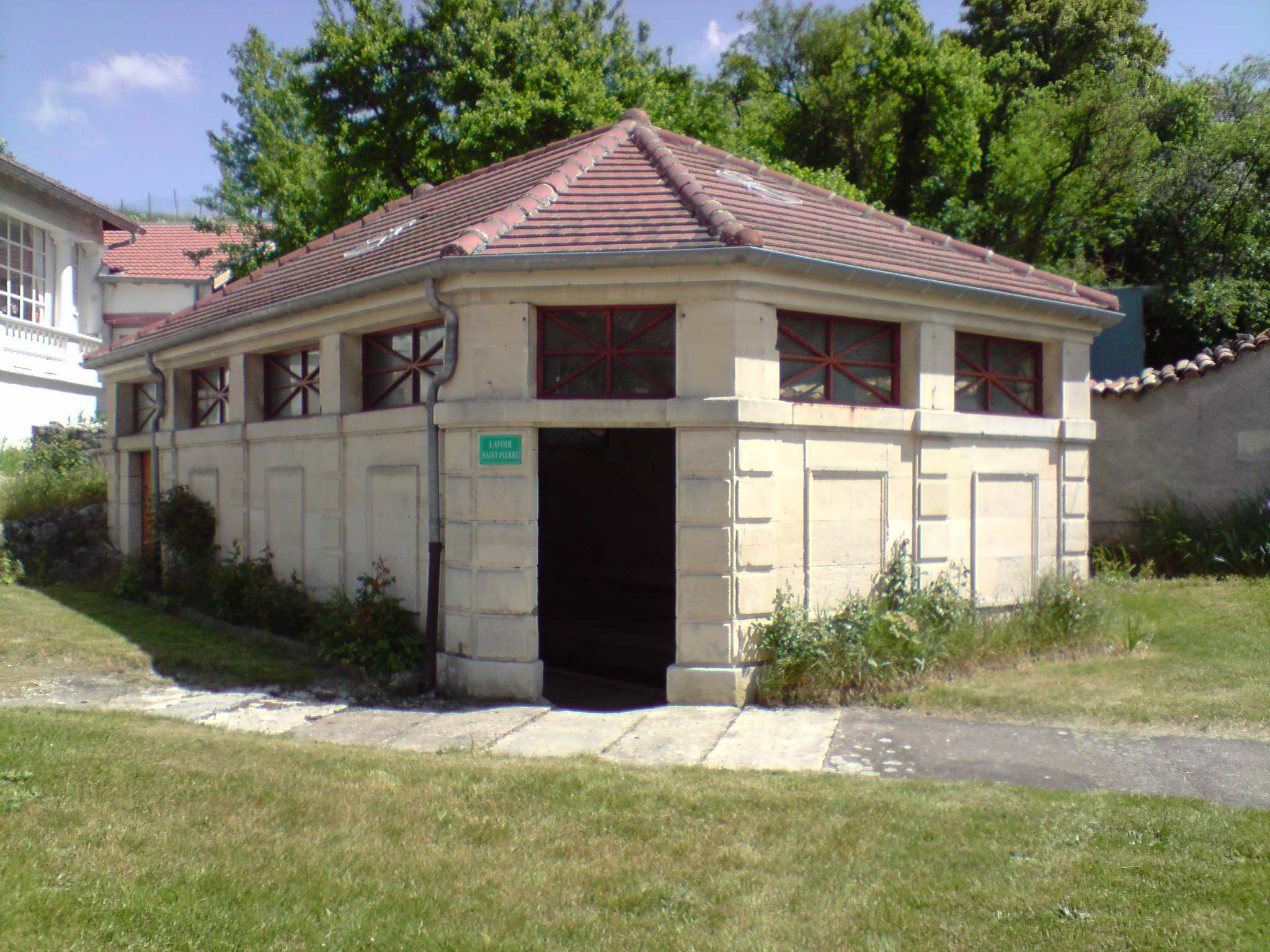
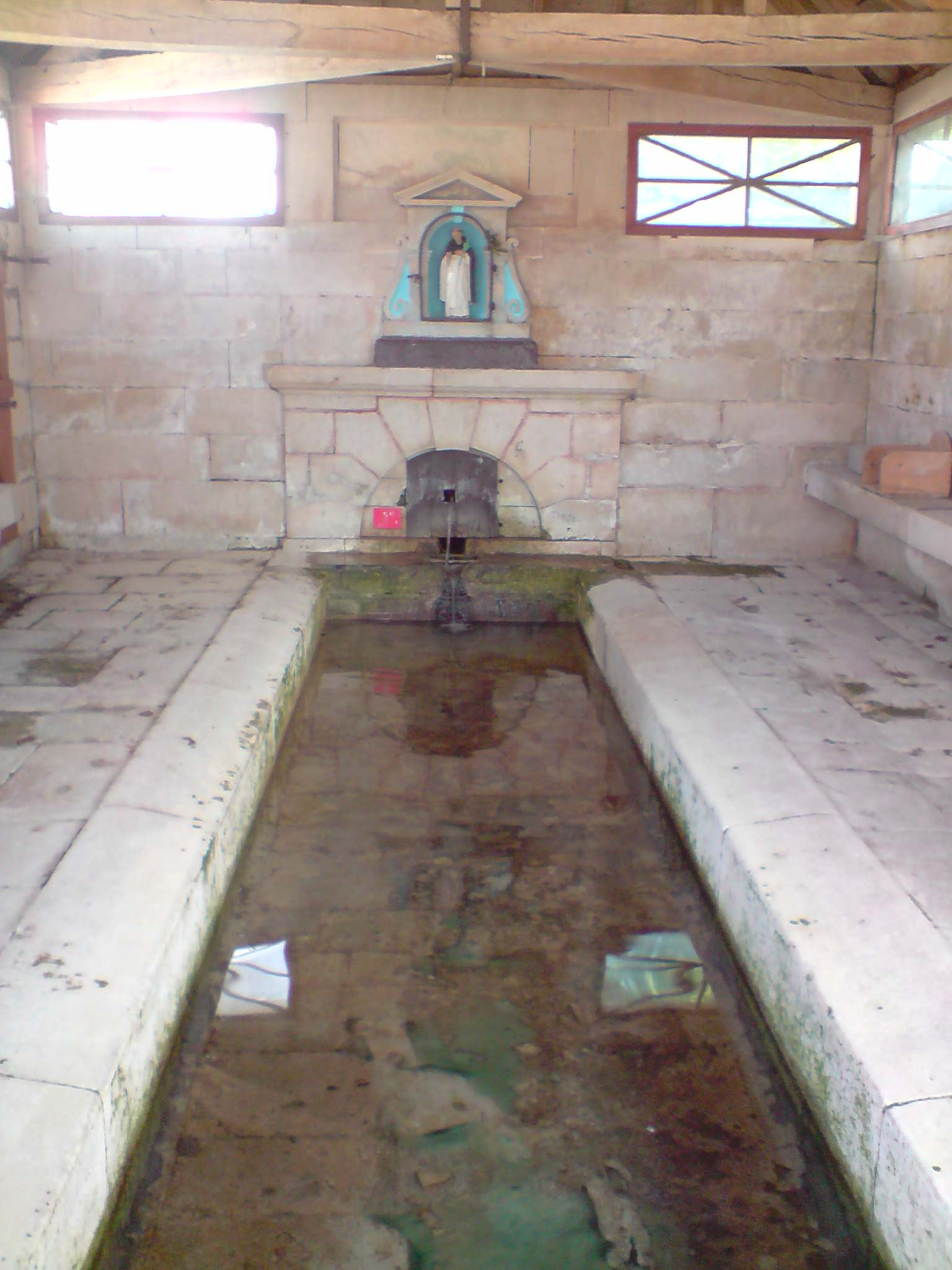
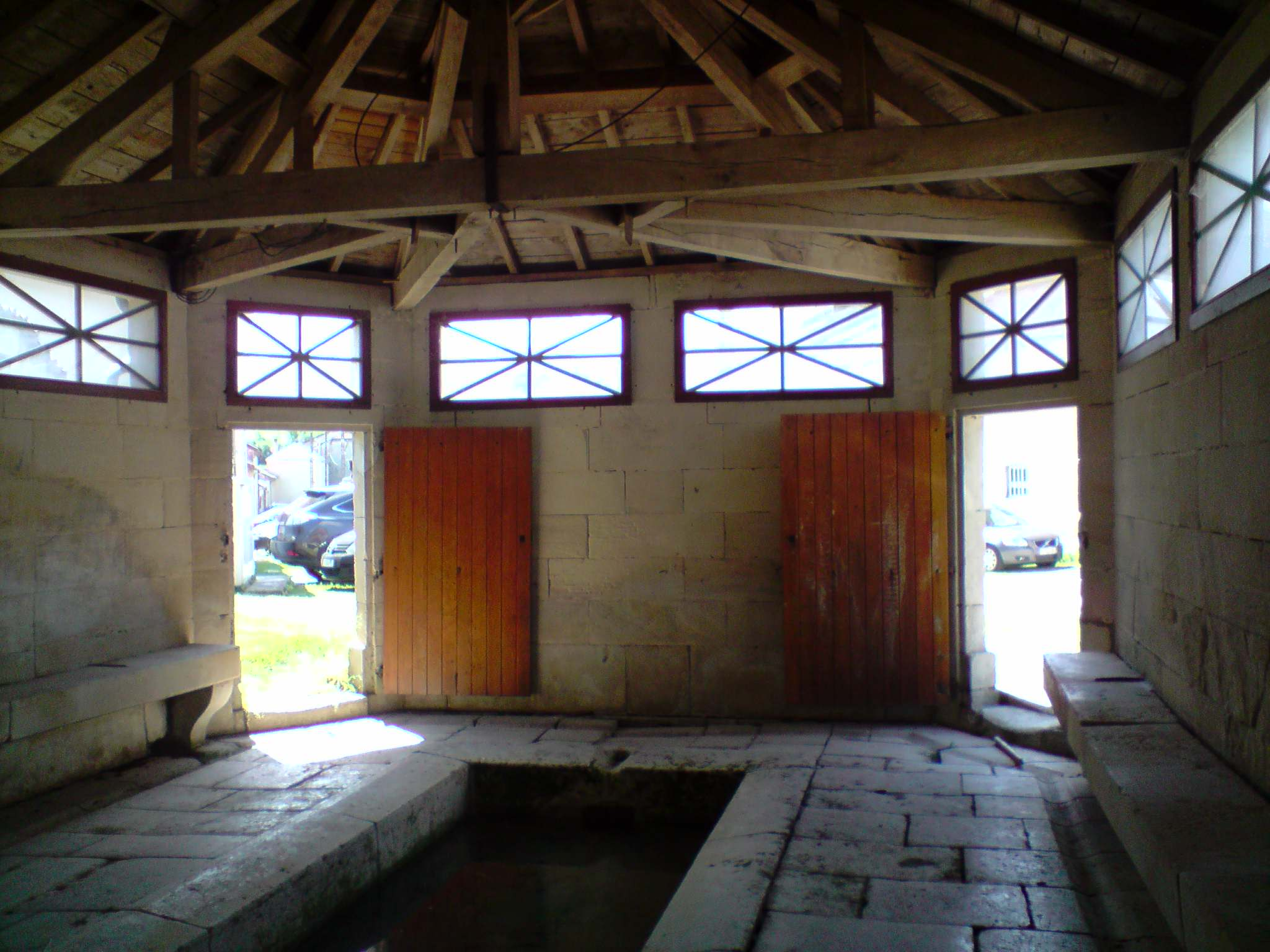
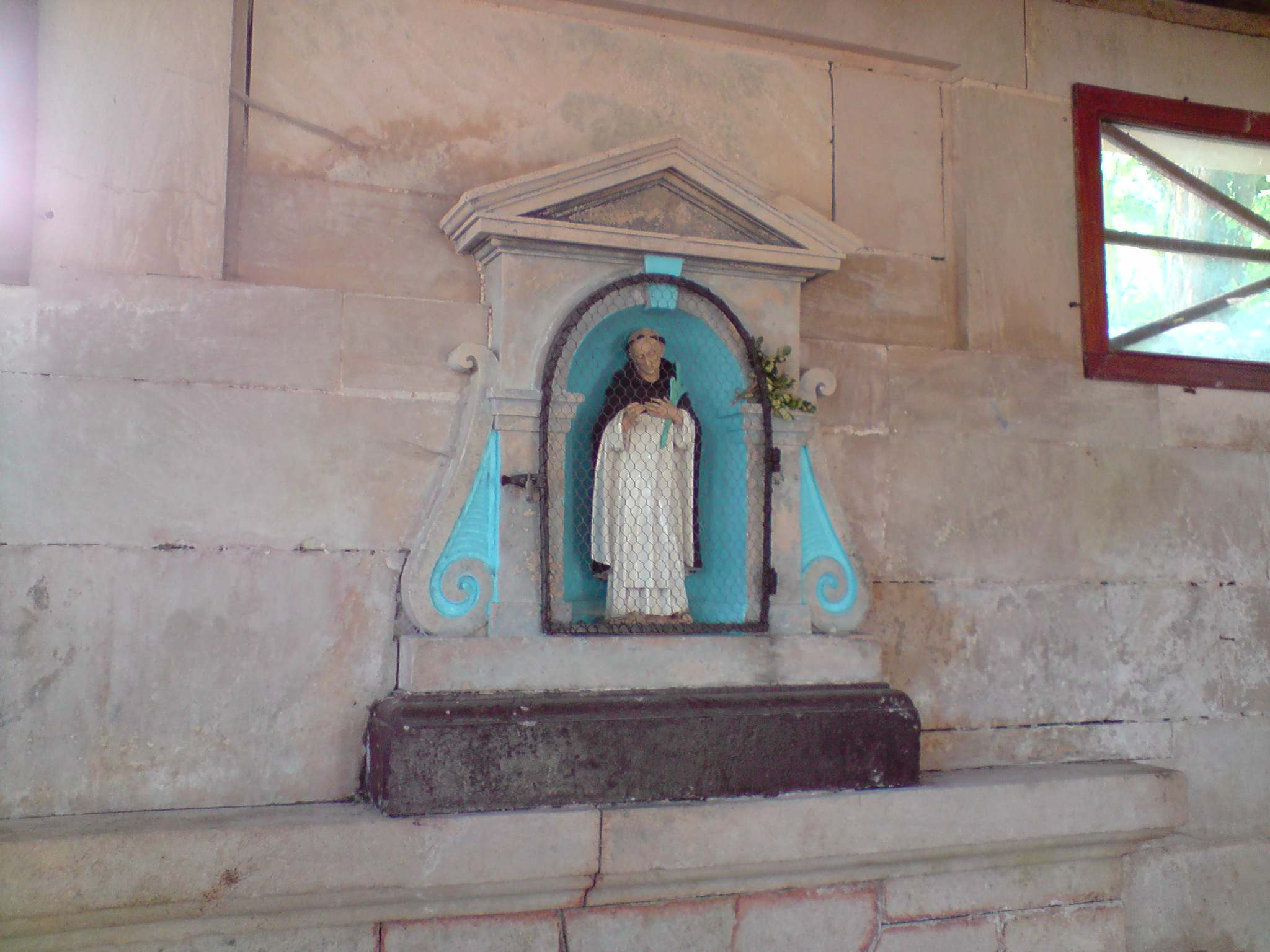
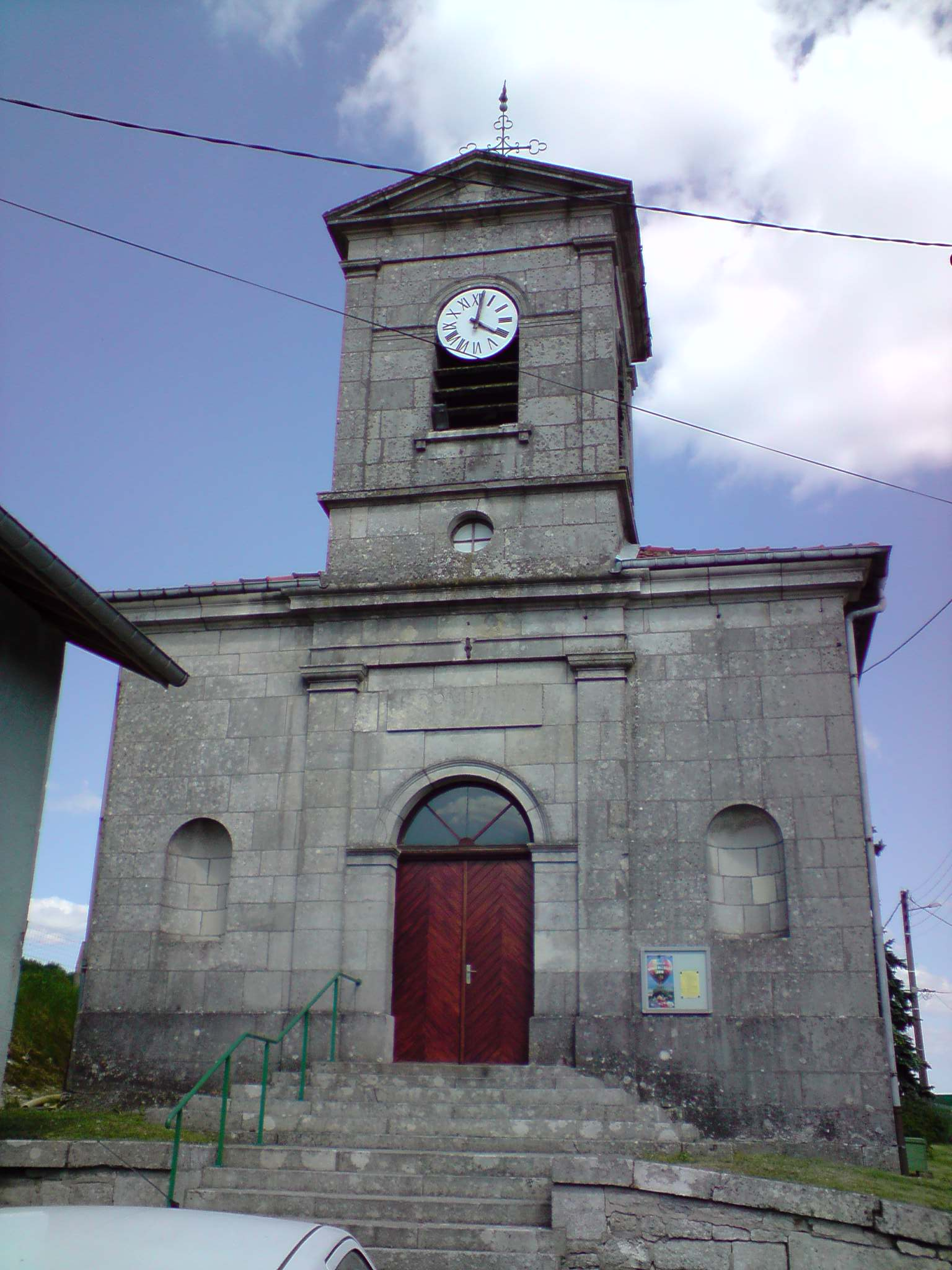